# Морозов, Владимир Петрович
Владимир Петрович Морозов (1 апреля 1929, Крестцы, Ленинградская область — 7 октября 2021) — советский и российский физиолог, психолог, педагог. Доктор биологических наук, профессор. Специализировался в области физиологии человека, психофизиологии пения, биоакустики, психоакустики, музыкальной акустики, вокальной методологии, искусствознания. Автор теории резонансного пения.

## Биография
Закончил Ленинградский государственный университет, биологический факультет, по кафедре высшей нервной деятельности (1955) и аспирантуру при ЛГУ по кафедре биофизики (1958).
С 1960 — кандидат биологических наук. Диссертация: «Роль вибрационной чувствительности в регулировании голосовой функции человека в процессе речи и пения».
С 1959 — научный сотрудник, в 1980—1987 — заведующий Лабораторией биоакустики Института эволюционной физиологии им. И. М. Сеченова АН СССР.
В 1960—1968 — заведующий Лабораторией певческого голоса при Ленинградской государственной консерватории им. Н. А. Римского-Корсакова).
С 1971 — член Международной Ассоциации по экспериментальному изучению пения (International Association for Experimental Research in Singing, USA). Член издательского Комитета международного журнала Journal Research in Singing, издаваемого Ассоциацией (США).
С 1972 — доктор биологических наук. Диссертация: «Биофизические характеристики вокальной речи (пения)».
С 1982 — профессор.
С 1987 — заведующий лабораторией невербальной коммуникации Института психологии РАН.
С 1988 — руководитель Межведомственного центра «Искусство и наука» (Art and Science Center) Академии Наук РФ и Министерства Культуры РФ.
С 1991 года — профессор кафедры междисциплинарных специализаций музыковедов Московской государственной консерватории им. П. И. Чайковского. С 1993 — ведущий научный сотрудник, руководитель отдела научно-экспериментальных исследований музыкального искусства ВЦ МГК.
С 2003 — член Научно-методического Совета по вокальному образованию при Министерстве культуры РФ.

### Книги
- Морозов В. П. Вокальный слух и голос. — Л.: Музыка, 1965. — 88 с. — (В помощь педагогу-музыканту). — 8530 экз.
- Тайны вокальной речи. — Л.: Наука, 1967.
- Руководство по фониатрии (соавт. колл. моногр.). — Медицина, 1970.
- Детский голос (соавт. колл. моногр.). — Педагогика, 1970.
- Биофизические основы вокальной речи. — Л.: Наука, 1977.
- Морозов В. П. Занимательная биоакустика: Рассказы о языке эмоций в мире животных и человека. — М.: Знание, 1983. — 184 с. — (Наука и прогресс). — 100 000 экз.
  - . — 2-е изд., доп., перераб. — М.: Знание, 1987. — 208+32 с. — (Библиотека «Знание»). — 100 000 экз. (Книга отмечена 1-й премией на Всесоюзном конкурсе «Наука и Прогресс», издана на испанском, чешском, португальском, вьетнамском, латышском, словацком языках).
- Morozov V. Rozhovor Zvierat. Rozpravanie o Reči emocií vo svete zvierat a človeka (Перевод на словацкий язык книги «Занимательная биоакустика», с изм. и дополн.), «Obzor» — Bratislava «Mir»-Moskva, 1986.
- A Linguagem dos Animais («Занимательная биоакустика» на португальском языке, с изм. и дополн.), Editora «Mir», Moscovo. 1988, 334 с.
- Bioakústika rekreativa («Занимательная биоакустика» на испанском языке, с изм. и дополн.), Editorial «Mir», Moscú. 1987, 304 с.
- Emociju valoda («Занимательная биоакустика» на латышском языке, с изм. и дополн.), Riga, «Zinātne», 1987, 108 с.
- Jak dorozumivaji zviřata. Lidové Nakladatelstvi («За-нимательная биоакустика» на чешском языке, с изм. и дополн.), Praha, 1987, 192 с.
- Am sinh hoc lý thu. Ngưoi djċh: Pho tiên si sinh hoc Nguyen Như (Издание на вьетнамском языке книги «Занимательная биоакустика», с изм. и дополн.), Ханой — Москва, 1987, 290 с.
- Восприятие речи: вопросы функциональной асимметрии мозга (отв. ред. и соавтор колл. моногр.) — Л.: Наука, 1988.
- Механизмы мозга — руководство по физиологии (соавтор колл. моногр. под. ред. акад. Н. П. Бехтеревой). — Л.: Наука, 1988.
- Язык эмоций мозг и компьютер (соавтор колл. изд.), Знание, 1988.
- Художественный тип человека: комплексные исследования (научн. ред. и соавтор колл. моногр.), — М.: МГК, 1994.
- Невербальная коммуникация в системе речевого общения. Психофизиологические и психоакустические основы. М., ИП РАН, 1998.
- Искусство и наука общения: невербальная коммуникация. М., ИП РАН 1998, 160 с.
- Морозов В. П. Кольцова Э. А., Павлова Н. Д., Русалов В. М., Ушакова Т. Н. и др. Психология XXI века: Учебник для вузов. «ПЕР СЭ». М., 2003, 863 с.
- Искусство резонансного пения. Основы резонансной теории и техники. — М.: Изд. МГК, ИП РАН, 2002. — 496 с. (2-е изд. 2008. — 592 с.)
- Невербальная коммуникация: Экспериментально-психологические исследования. М.: Изд. ИП РАН, 2011. — 528 с.
- Резонансная техника пения и речи. Методики мастеров. Сольное, хоровое пение, сценическая речь. М.:Изд. Когито-Центр, 2013. — 440 с., с илл. (автор-составитель)

### Статьи
- Морозов В. П. Прибор для исследования голосовой функции человека // Уч. записки ЛГУ. 1957. № 222. С. 264—271.
- Морозов В. П. К исследованию голосовой функции певцов способом виброметрии // Вестник ЛГУ. 1959. № 15. С. 110—126.
- Морозов В. П. Исследование дикции в пении у взрослых и детей // Развитие детского голоса. М.: АПН РСФСР, 1963. С. 93—110.
- Морозов В. П. Разборчивость вокальной речи как функция высоты основного тона голоса // Акустический журнал. М.: Изд-во АН СССР. 1964. Т. 10. Вып. З. С. 376—380.
- Морозов В. П. Развитие физических свойств детского голоса // От простого к сложному. Элементы развития высшей нервной деятельности ребёнка. М. — Л., 1964.
- Морозов В. П. Роль обратной связи в регулировании голосовой функции человека // Труды научной конференции по вопросам применения теоретических положений и методов кибернетики в медицине (23-28 февраля 1962 г.). Труды ВМОЛА им. С. М. Кирова. Л.: Изд-во ВМОЛА им. Кирова. 1964. Т. 162. С. 58—62.
- Морозов В. П., Барсов Ю. А. Акустико-физиологические и вокально-педагогические аспекты полетности певческого голоса. 2-я научн. конф. по вопр. развит. музык. слуха и певческого голоса детей: Рефер. докл. М., 1965. С. 33—35.
- Морозов В. П. Особенности спектра вокальных гласных // Механизмы речеобразования и восприятия сложных звуков. М.-Л., 1966. С. 73—86.
- Морозов В. П. Особенности акустического строения и восприятия детской вокальной речи // Детский голос. экспериментальные исследования. М., 1970. С. 64—134.
- Морозов В. П. Современные методы акустического анализа вокальной речи в норме и патологии // Ермолаев В. Г., Лебедева Н. Ф., Морозов В. П. Руководство по фониатрии. Л., 1970. С. 179—255.
- Морозов В. П., Пуолокайнен П. А., Хохлов А. Д. Инфразвуки, генерируемые голосовым аппаратом человека в процессе речи и пения // Акуст. журн. 1972. Т. 18. С. 144—146.
- Морозов В. П., Акопиан А. И., Бурдин В. И., Донсков А. А., Зайцева К. А. Аудиограмма дельфина Tursiops truncatus. Физиол.журн. СССР. 1971. Т.7, № 6, С. 843—848.
- Зайцева К. А., Акопиан А. И., Морозов В. П. Помехоустойчивость слухового анализатора дельфина как функция угла определения помехи. Биофизика. 1975. Т.20, № 3, С. 519—521.
- Зайцева К. А., Морозов В. П., Акопиан А. И. Сравнительные характеристики пространственного слуха дельфина и человека. ЖЭБиФ. 1978. Т.14, № 1, С. 80—83.
- Morozov V. P. Intelligibility in singing as a function of fundamental voice pitch // Contributions of voice research to singing / Ed. J. Large. Houston (Texas), 1980. P. 395—402.
- Morozov V. P. Emotional expressiveness of the Singing Voice: the role of macrostructural and microstructural modifications of spectra // Scand Journ. Log. Phon. MS. 1996. № 150. P. 1—11.
- Morozov V. P., Kouznetsov I. M. Emotional Colouring of a Voice and the Phenomenon of Quasiharmony of Overtones // International Workshop Speech and Computer. Moscow, 1999. P. 191—194.
- Morozov V. P. Resonance theory of singing and vocal therapy. Mechanisms of professional singer’s larynx protection from overload (psychological aspects) // 1-st international congress «Music Therapy and Recreative Medicine in XXI century». Moscow, 2000.
- Морозов В. П. О резонансной природе высокой и низкой певческих формант // Сборник трудов XI Сессии Российского Акустического Общества. Акустика речи; медицинская и биологическая акустика. М., 2001. Т.3.
- Морозов В. П. Новые доказательства резонансного происхождения высокой певческой форманты // Вопросы вокального образования: методические рекомендации для преподавателей вузов и средних специальных учебных заведений. М.: Изд-во Мин-ва культуры и массовых коммуникаций, Российская академия музыки им. Гнесиных, 2005. С. 8—14.
- Морозов В. П. Резонансная теория пения: комментарии для вокалиста // Вокальное образование начала XXI века. Материалы научно-практической конференции вокального факультета МГУКИ. М.: Изд-во МГУКИ, 2005. Вып. 2. С. 19—27.
- Морозов В. П., Люсин Д. В., Есин И. Б., Ямпольский А. Ю. Восприятие эмоциональной экспрессивности речи и эмоциональный интеллект // Труды международной конференции «Функциональные стили звучащей речи». М.: Изд-во Моск. ун-та, 2005. С. 91—93.
- Морозов В. П. Вокальная одаренность: её природные основы и компьютерная диагностика // Вопросы вокального образования. Методические рекомендации Совета по вокальному искусству при Мин-ве культуры РФ для муз. Вузов и средних специальных учебных заведений. М.-СПб., 2006. С. 34-41.
- Морозов В. П. Новое о природных основах вокальной одаренности // Вокальное образование начала XXI века. Материалы межвузовской научно-практической конференции МГУКИ, посвящ. 75-летию вуза. М.: МГУКИ, 2006. С. 17—25.
- Морозов В. П. О психофизических коррелятах эстетических свойств голоса певцов разных профессиональных уровней // Материалы Международной конференции «Психофизика сегодня», посвященной 100-летнему юбилею С. С. Стивенса и 35-летию ИП РАН, 9—10 ноября 2006 г., М.: Изд-во ИП РАН, 2006. С. 65—75.
- Морозов В. П. Эмоциональный слух и музыкальная одаренность // Материалы Международной научно-практической конференции «Развитие научного наследия Б. М. Теплова в отечественной и мировой науке» (к 110-летию со дня рождения), 15—16 ноября 2006 г. М.: Изд-во ПИ РАО, 2006. С. 198—203.
- Морозов В. П. Резонансная теория голосообразования. Эволюционно-исторические основы и практическое значение // Сб. трудов Первого международного междисциплинарного конгресса «ГОЛОС». — М.: Центр информационных технологий в природопользовании, 2007. С. 12—25.
- Морозов В. П. Психологические основы теории и практики резонансного пения // Вопросы вокального образования. Материалы Всероссийской научно-практической конференции. СПб.: С.-Петерб. Гос. консерватория им. Н. А. Римского-Корсакова, 2008. С. 42—59.
- Морозов В. П., Морозов П. В.. Психологические механизмы распознавания искренности — неискренности говорящего по особенностям его невербального поведения // Материалы конференции «Познание в структуре общения» / Под ред. В. А. Барабанщикова и Е. С. Самойленко. М.: Изд-во ИП РАН, 2008. С. 36—49.
- Морозов В. П. Вокальная одаренность: научные основы её распознавания и развития // Сб. научн. Трудов II Конгресса Российской общественной академии голоса «Голос: междисциплинарные проблемы. Теория и практика». М., 2009. С. 218—238.
- Морозов В. П. Вокальная речь как средство общения: исследования дикции в пении // Материалы Международной конференции «Психология общения XXI век: 10 лет развития». М.: ПИ РАО; МГУ, окт. 2009. С. 339—350.
- Морозов В. П. Вокальная речь: психоакустические исследования // Материалы научной сессии, посвященной памяти Николая Андреевича Дубровского. М., 2009. С. 167—196.
- Морозов В. П. О системообразующей роли резонансных ощущений в формировании вокальной техники // Вопросы вокального образования. Материалы Всероссийской научно-практической конференции. Санкт-Петербургская государственная консерватория им. Н. А. Римского-Корсакова. СПб., 2009. С. 27—37.
- Морозов В. П. Компьютерные исследования интонационной точности вокальной речи // Журн. Экспериментальная психология, № 3, Т.2., М., 2009. С. 35—46.
- Морозов В. П. Тибетско-тувинское горловое пение с позиций резонансной теории голосообразования // Музыковедение. 2010. № 2. С. 16—22.
- Морозов В. П., Морозов П. В. Искренность-неискренность говорящего и "психологический детектор лжи // Психол. журн. Т. 31. № 5, 2010. С. 54—67.
- Морозов В. П. Голос контртенора. Особенности высокой певческой форманты и техники пения // Голос и речь, N1(3), 2011. С. 12—25.
- Морозов В. П. Загадки полётности голоса в свете современных экспериментальных исследований // Сборник научных трудов "III Международного междисциплинарного конгресса «Голос». М.: Граница, 2011. С. 85—99.
- Морозов В. П. Мария Михайловна Матвеева — педагог эверардиевской школы // Вопросы вокального образования. Материалы Всероссийской научно-практической конференции. Российская академия музыки им. Гнесиных, Воронежская государственная академия искусств. — М.—Воронеж. 2011. С. 88—103.
- Морозов В. П. Г. М. Сандлер — выдающийся хормейстер и вокальный педагог // Вопросы вокального образования. Метод. рекомендации Совета по вокальному искусству при МК РФ (для преподавателей вузов и средних спец. учебных заведений) / Ред.-сост. М. С. Агин. М., 2012. С. 118—156.
- Морозов В. П. Измерение полётности голоса // Голос и речь. № 3. 2012. С. 16—28.
- Морозов В. П., Морозов П. В. Психологический детектор лжи и автоматическое распознавание искренности-неискренности говорящего // Научные материалы V съезда Общероссийской общественной организации «Российское психологическое общество». Т. I, — М.: РПО, 2012. С. 87—88.
- Морозов В. П. Лаборатория певческого голоса Ленинградской консерватории. К 50-летию со дня организации и научно-исследовательской работы // Голос и речь. № 1. 2013. С. 5—15.
- Морозов В. П. Эмоциональный слух: экспериментально-психологические исследования // Психол. журн. 2013, Т. 34, № 1, с. 45—62.
- Морозов В. П., Морозов П. В. Воздействие эмоциональной экспрессивности речи на распознавание искренности-неискренности говорящего // Психологическое воздействие в межличностной и массовой коммуникации / Под ред. А. Л. Журавлева и Н. Д. Павловой. М., Изд-во «Институт психологии РАН», 2014. С. 274—307.
- Морозов В. П. Искусство и наука — вехи истории и проблемы творческого союза // Театр. Живопись. Кино. Музыка. 2016. № 4. С. 54—76.